# Museu Etnològic i de Cultures del Món
El Museu Etnològic i de Cultures del Món (MuEC) és un museu situat a la ciutat de Barcelona que té com objectiu preservar i difondre la diversitat cultural, reflexionant sobre canvis i conflictes de la societat per esdevenir un Museu Social. Tot i la seva llarga història, adoptà el nom actual el 2018 com a resultat de la fusió del Museu Etnològic de Barcelona i del Museu de les Cultures del Món. Té dues seus: Montjuïc i Montcada.
EL MUEC és el museu d'etnologia més important de Catalunya amb una col·lecció de més de 70.000 objectes -peninsulars i d'arreu del món- que representen el 70% de les col·leccions del patrimoni etnològic català. Hi ha hagut diversos projectes per convertir-lo en museu nacional des dels anys 1990. Forma part de la Xarxa de Museus d'Etnologia de Catalunya i de l'Observatori del Patrimoni Etnològic i Immaterial de Catalunya.

## Història
Els antecedents del museu es remunten als anys 1910, arran de la iniciativa d'un grup d'intel·lectuals i acadèmics afeccionats a l'etnologia i al folklore que van sentir i exposar la necessitat de crear centres d'explicació i interpretació de la realitat cultural, social i econòmica de les societats tradicionals. L'actual museu és fruit de la suma de dos museus preexistents, el Museu d'Indústries i Arts Populars situat al Poble Espanyol (1943) i el Museu Etnològic i Colonial (1949). La dualitat entre col·leccions etnològiques europees i d'arreu del món ha estat motiu d'unió i de desunió del museu fins al 2018 que el museu es rebateja com a Museu Etnològic i de Cultures del Món.
El Pla de Museus de Catalunya 2007 preveia la fusió d'aquesta institució en un gran museu de la societat catalana, el Museu Nacional d'Història, Arqueologia i Etnologia de Catalunya (MNHAE), també conegut popularment com a Museu Catalònia. Aquest era un projecte de nou equipament museístic impulsat pel Departament de Cultura de la Generalitat de Catalunya en la línia de dotar a l'antropologia catalana d'un museu nacional. L'actual Pla de Museus 2030 sols contempla la fusió dels dos museus de societat titularitat de la Generalitat, el Museu d'Arqueologia de Catalunya i el Museu d'Història de Catalunya.

### Un museu fruit de dues col·leccions etnològiques

#### Museu d'Indústries i Arts Populars (1942)
L'any 1942, el Museu d'Indústries i Arts Populars tenia la seu al recinte del Poble Espanyol. Al començament va aplegar els objectes de la secció etnogràfica del Museu Arqueològic, creada pel director Agustí Duran i Sanpere i per Joan Amades. A més, a partir del 1940 i al llarg d'una dècada el conservador del Museu, l'etnògraf Ramon Violant i Simorra, va fer diverses campanyes d'adquisició, en nom de l'Ajuntament de Barcelona, d'objectes materials de cultura popular i tradicional propis de les societats muntanyenques dels Pirineus, i de la Catalunya central, de la regió de Reus, que ampliaren a bastament les col·leccions del Museu. Actualment, aquells objectes representen el 70% del patrimoni etnològic inventariat de Catalunya.
El 1962, es van unificar els dos museus, i August Panyella en va assumir la direcció i va iniciar un seguit de campanyes de recol·lecció d'objectes per diverses regions d'Espanya, com ara la Rioja, Lleó, Salamanca, Terol, Conca, Almeria i el País Valencià. En els anys setanta l'Ajuntament de Barcelona va potenciar alguns museus de la ciutat. Des del 1982, una part del Museu Etnològic es va dividir i es va transformar en el Museu d'Arts, Indústries i Tradicions Populars d'una banda, i el Museu d'Arts Gràfiques de l'altra.

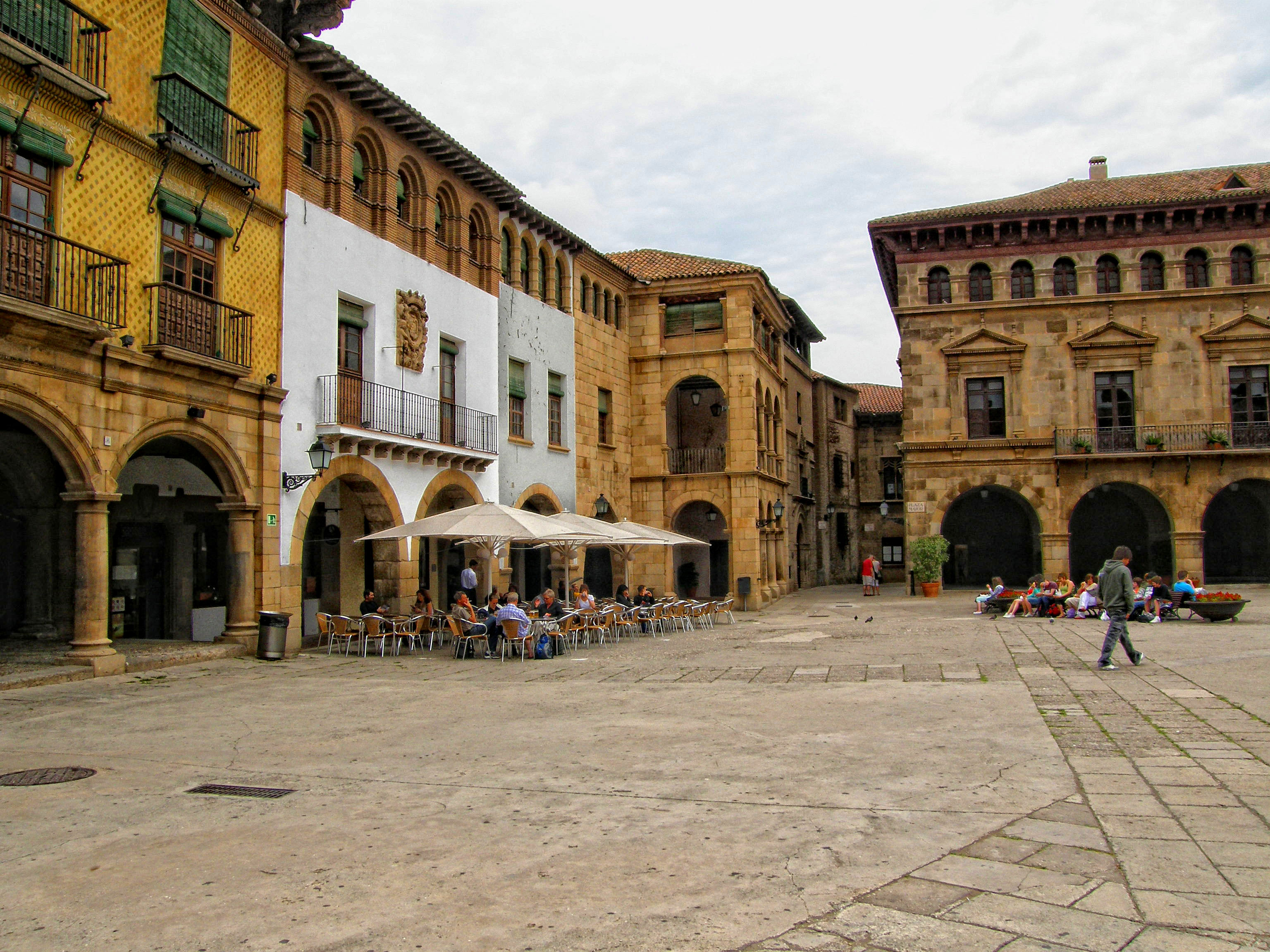
Poble Espanyol, antiga seu del Museu d'Indústries i Arts Populars.

#### Museu Etnològic i Colonial (1949)

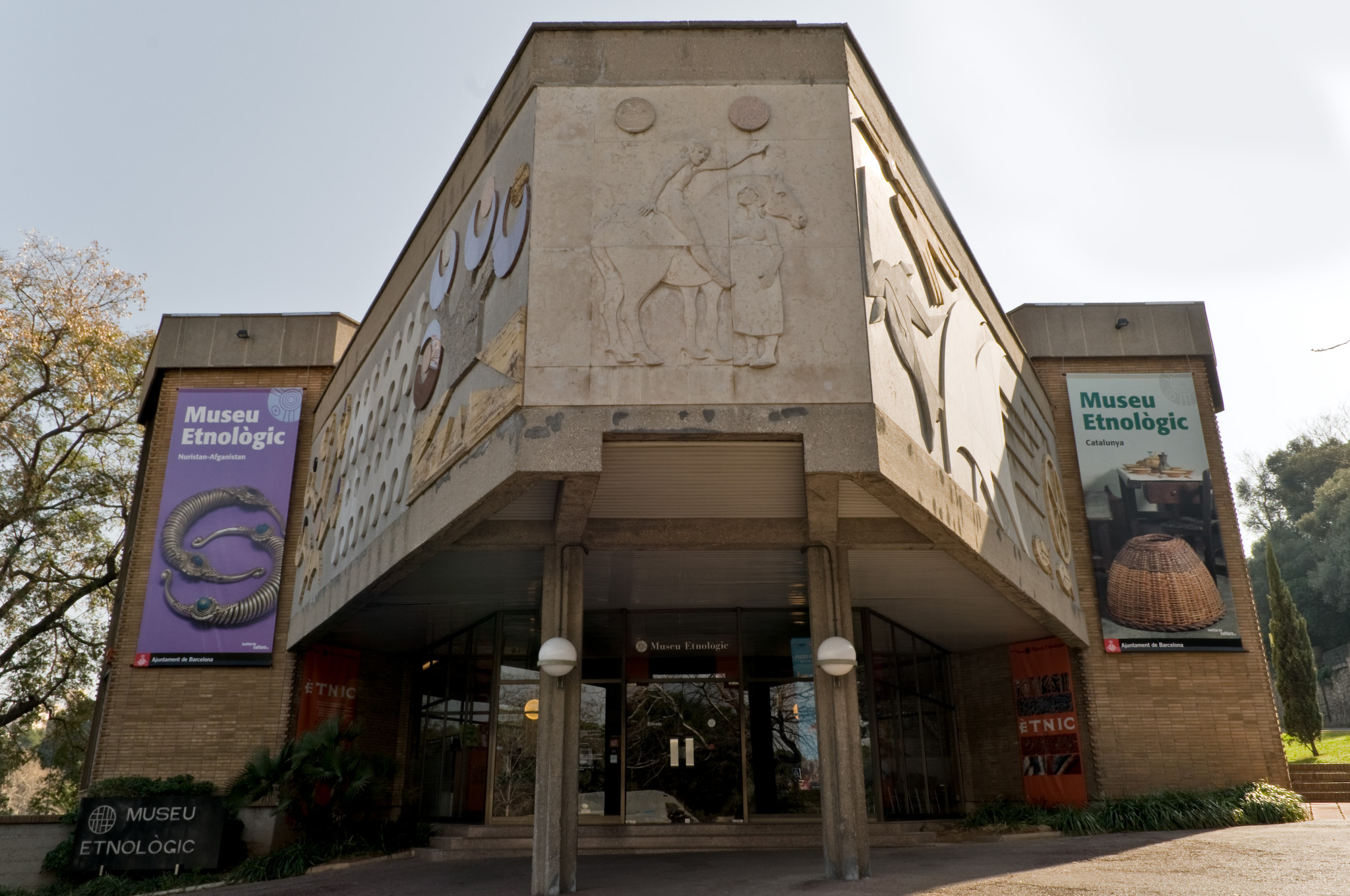
Façana de la seu a Montjuïc.

El Museu Etnològic i Colonial va encetar la seva història l'any 1949 en un pavelló construït al començament del segle XX i que havia conegut diversos usos: seu de la Colla de l'Arròs, societat recreativa obrera, i aixopluc per als dissenyadors que projectaven els jardins Laribal a Montjuïc per a l'Exposició Internacional de Barcelona de 1929. Al mateix lloc, el 1973 s'hi va inaugurar un nou edifici, actual seu del Museu.
Al començament, el Museu va acollir diverses col·leccions aplegades per prohoms de Catalunya durant la segona meitat del segle xix a les Filipines, la Guinea Espanyola, l'Equador i el Perú. I també objectes procedents del Pavelló Missional de l'Exposició Internacional de Barcelona de 1929. Sota la direcció d'August Panyella, entre els anys 1950 i 1980 es van portar a terme diverses sèries de campanyes etnogràfiques. Les primeres van ser al Marroc i la Guinea Equatorial. Les següents es van fer a determinats indrets d'Àsia, com ara el Nepal i l'Índia, o bé l'Afganistan i Turquia. Les col·leccions americanes es van formar a partir dels treballs que es van fer a la zona andina del Perú i Bolívia i a l'Amèrica Central. Posteriorment es van aplegar les col·leccions africanes d'Etiòpia i el Senegal.
L'escultor i etnòleg Eudald Serra, col·laborador del Museu, va aplegar les valuoses col·leccions d'objectes populars tradicionals japonesos i d'art mingei a mitjans del segle xx, constituint un dels fons més valuosos fora del Japó. A més, va ser l'intermediari per a la donació de les importants col·leccions etnogràfiques australianes. I, amb l'ajut de l'empresari i col·leccionista Albert Folch, es van adquirir, entre d'altres, les de Nova Guinea. L'any 2011 el museu va signar un conveni amb la fundació Folch per incorporar les 2.000 peces de la seva col·lecció d'art no europeu.

### Història recent: unions i desunions del museu
El 1980, l'Ajuntament de Barcelona va proposar la separació de les col·leccions dels dos museus. Mentre que a principis de 1990 es plantejava tornar a unir les col·leccions formalitzant amb la Generalitat de Catalunya el que havia de ser el Museu Nacional d'Etnologia de Catalunya (MNEC). Aquest projecte no va arribar a materialitzar-se amb la creació el 1996 de l'actual Museu d'Història de Catalunya per part de la Generalitat. Sense l'horitzó ja d'un museu nacional d'antropologia, l'Ajuntament de Barcelona el 1999 va unificar les col·leccions d'etnologia municipals i van encetar una nova línia d'exposició estable, de les cultures tradicionals a la interculturalitat, i de comunicació oberta en un espai de diàleg i de reconeixement entre cultures. S'inicià la recol·lecció de materials de la memòria oral de les societats de cultura rural i urbana. Es prestà especial atenció al món obrer industrial català i d'altres comunitats o grups socials com ara els gitanos, els jueus, els americans o els africans. Durant aquesta etapa, el museu es va fixar l'objectiu de ser un museu multicultural i explicant els modes socials globals, plantegen nombroses activistes i acostant-se a la diversitat cultural de la ciutat. Malaurdament, l'Ajuntament va perdre interès en aquest museu amb una remodelació i impuls que no acabava d'arribar mai.
Amb la creació del Museu de les Cultures del Món, es qüestionà el plantejament del Museu per l'Ajuntament del període de l'alcalde Xavier Trias. Com que el 2015 s'obria el nou museu, que havia acollit part de les col·leccions del Museu Etnològic de Barcelona, es decidí que aquest darrer museu és dediques sobretot a l'etnologia catalana, com a fil conductor. L'oposició política de l'Ajuntament criticà aquest projecte i també bona part dels antropòlegs, que preferien un enfocament més multicultural. També es criticà el fet d'obrir dos museus en lloc de potenciar-ne un com ja era el Museu Etnològic.
Després de diversos anys tancat per reformes, al mes d'octubre de 2015 tornà a obrir les portes el Museu Etnològic, amb els espais renovats i una nova museografia. Llavors el museu, amb peces majoritàriament d'etnografia catalana, però no exclusivament, pren els objectes de la vida quotidiana com a eix vertebrador. Obert ja amb l'Ajuntament d'Ada Colau, el museu iniciava una nova etapa amb l'objectiu de reivindicar l'antropologia com a ciència indispensable per poder entendre el funcionament complex i plural de la societat actual. Mitjançant la comparació -un recurs fonamental per a la recerca i divulgació en l'antropologia-, el museu proposa al públic reflexionar sobre aquells aspectes de la vida humana que ens són diferents, exòtics -ja sigui per llunyania geogràfica, cultural o cronològica-, així com d'aquells que ens són familiars, normalment pel seu caràcter universal. D'aquesta manera, el museu pretenia superar una antropologia basada en les classificacions i subdivisions històriques i/o culturals i emmarcar-se en una idea més global i conceptual.
La remodelació del Museu Etnològic de Barcelona va comportar una reforma en la majoria d'aspectes del recinte: s'han instal·lat ascensors a totes les plantes, s'amplià l'espai que es destinava a la biblioteca per convertir-lo en una sala polivalent i es reorganitzaven les plantes, obrint espais més lluminosos i amplis, que permetien fer recorreguts no lineals entre els diferents elements exposats. Amb vocació de ser un gran museu nacional, l'Etnològic obria després de 4 anys d'obres i una inversió superior als 3 Milions d'Euros.

#### La creació del Museu de les Cultures del Món (2015-2018)

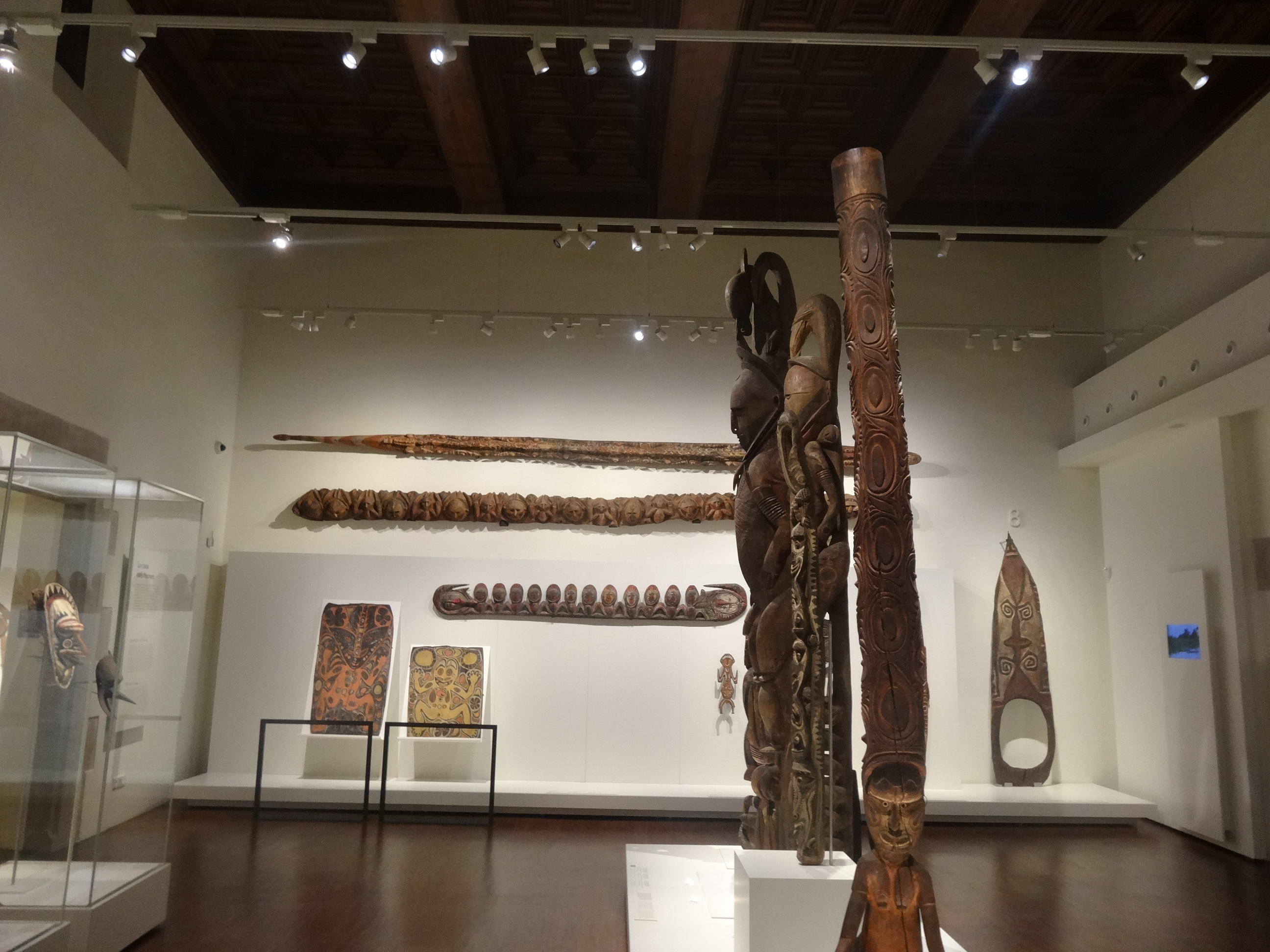
Seu de Montcada

El 2015 s'inaugurava el Museu de Cultures del Món com a museu especialitzat en la història de diverses cultures d'arreu del món. És ubicat al carrer de Montcada,12 i 14, als palaus Nadal i del Marquès de Llo, just davant del Museu Picasso, als edificis ocupats anteriorment pel Museu Barbier-Mueller d'Art Precolombí de Barcelona i el Museu del Disseny, respectivament. El Museu obrí amb l'exposició permanent de 550 peces procedents de civilitzacions de tots els continents menys Europa. El nou museu mostrava 379 dels 2.300 objectes d'art no occidental que componien la cessió que la Fundació Folch va fer l'any 2011 a l'Ajuntament de Barcelona per 20 anys, a més de 117 peces del Museu Etnològic, i 61 de les col·leccions de la Fundació Arqueològica Clos i la col·lecció Duran/Vall-llosera. Les obres de restauració dels dos palaus van tenir un cost de 4,1 milions. Segons el llavors director de Patrimoni, Museus i Arxius de l'ICUB, Joan Carles Alay, el nou museu planteja "la idea d'un viatge per l'art a través del món". L'ambiciós projecte museístic va néixer envoltat de moltes polèmiques. Va ser qüestionat per tres motius: pel seu elevat cost, pel fet d'haver pres un nombre important de peces al Museu Etnològic de Barcelona (fent que aquesta institució es convertís només en un museu de caràcter català) i sobretot per la seva visió etnocèntrica i colonialista, ja que els objectes de les cultures africana, americana i asiàtica exposats responien més al criteri occidental d'obra d'art que a un criteri científic. En aquest sentit, l'Institut Català d'Antropologia (ICA), va qualificar de despropòsit la construcció d'un nou museu al carrer Montcada que classificava els objectes des d'un punt de vista exòtic més propi del segle xix que del segle XXI. Molts antropòlegs i historiadors es van manifestar davant la seva porta el dia de la inauguració, criticant que la seva política cultural prioritzés el valor estètic de les peces. Van titllar la seva obertura de "etnocentrisme total", d'una operació de colonialisme simbòlic amb una mirada occidental que no avaluava la importància real de cada objecte.

#### Museu Etnològic i de Cultures del Món
El 2016 els museus Etnològic i de les Cultures del Món iniciaven un procés de fusió que culminaria el 2016, sota la direcció de Josep Fornés. El Museu de les Cultures del Món deixa enrere la reducció esteticista d'exhibir objectes d'Àsia, Àfrica, Amèrica i Oceania prioritzant únicament el seu valor artístic i inicia una etapa més compromesa amb els principis de l'antropologia social basada en l'anàlisi de la realitat humana.

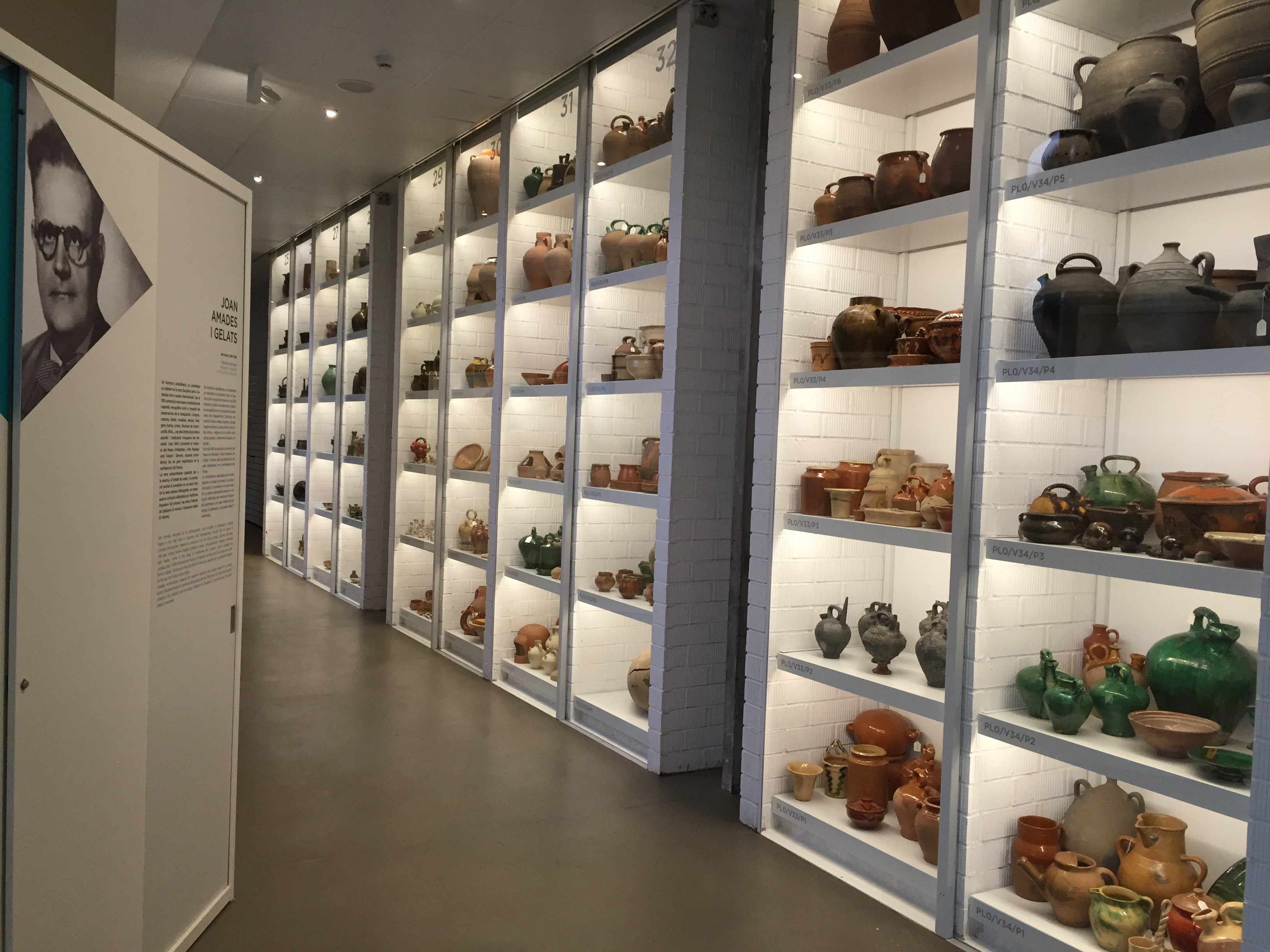
Seu de Montjuïc. Sales de reserva obertes al públic

Com a mostra de la nova línia del museu, s'han realitzat -a la seu de Montcada- exposicions crítiques amb el colonialisme, com Ikunde, Barcelona, metròpoli colonial (2016), una exposició que indaga en un passat fosc de Barcelona, quan el 1959 l'ajuntament va instal·lar un centre a prop de Bata, capital econòmica de Guinea Equatorial, que durant una dècada va proveir els fons zoològics, arqueològics i botànics a la capital catalana. Eren temps en què diverses empreses catalanes es van enriquir amb les explotacions de cacau i de cafè de la, en aquells dies, colònia espanyola. Una altra exposició en aquesta línia ha estat Ifni, la mili dels catalans a l'Àfrica (2018), que vol explorar la situació d'aquells joves catalans que foren soldats de lleva destinats a Ifni. Prenent com a eix la memòria dels antics veterans catalans i les seves històries de la mili a l'Àfrica, l'exposició 'Ifni' ens convida a endinsar-nos dins d'uns relats personals travessats per la rancúnia i la nostàlgia, testimonis que han estat ocults durant molts anys, potser perquè paren atenció sobre un passat incòmode.

## Seus i edificis
El museu té dues seus:
- Montjuïc, al passeig de Santa Madrona, 16-22, conegut com el Museu Etnològic de Barcelona. L'edifici, de nova planta fou completat l'any 1973 pels arquitectes municipals Antoni Lozoya Augé, Bonaventura Bassegoda i Nonell, Joan Puigdengolas Pons i Jesús López Fernández.[14][15] Destaquen mòduls hexagonals de la seva configuració. Ttancà les portes entre el 2 d'octubre de 2011 i el 4 d'octubre de 2015[16] per a realitzar obres de reforma, incorporar la col·lecció Folch i renovar completament la museografia.
- Montcada, al carrer de Montcada, conegut com a Museu de les Cultures del Món. Ocupa el Palau Nadal (núm. 14), antiga seu del Museu Barbier-Mueller d'Art Precolombí de Barcelona, així com el Palau del Marquès de Llo (núm. 12), anterior seu del Museu del Disseny.

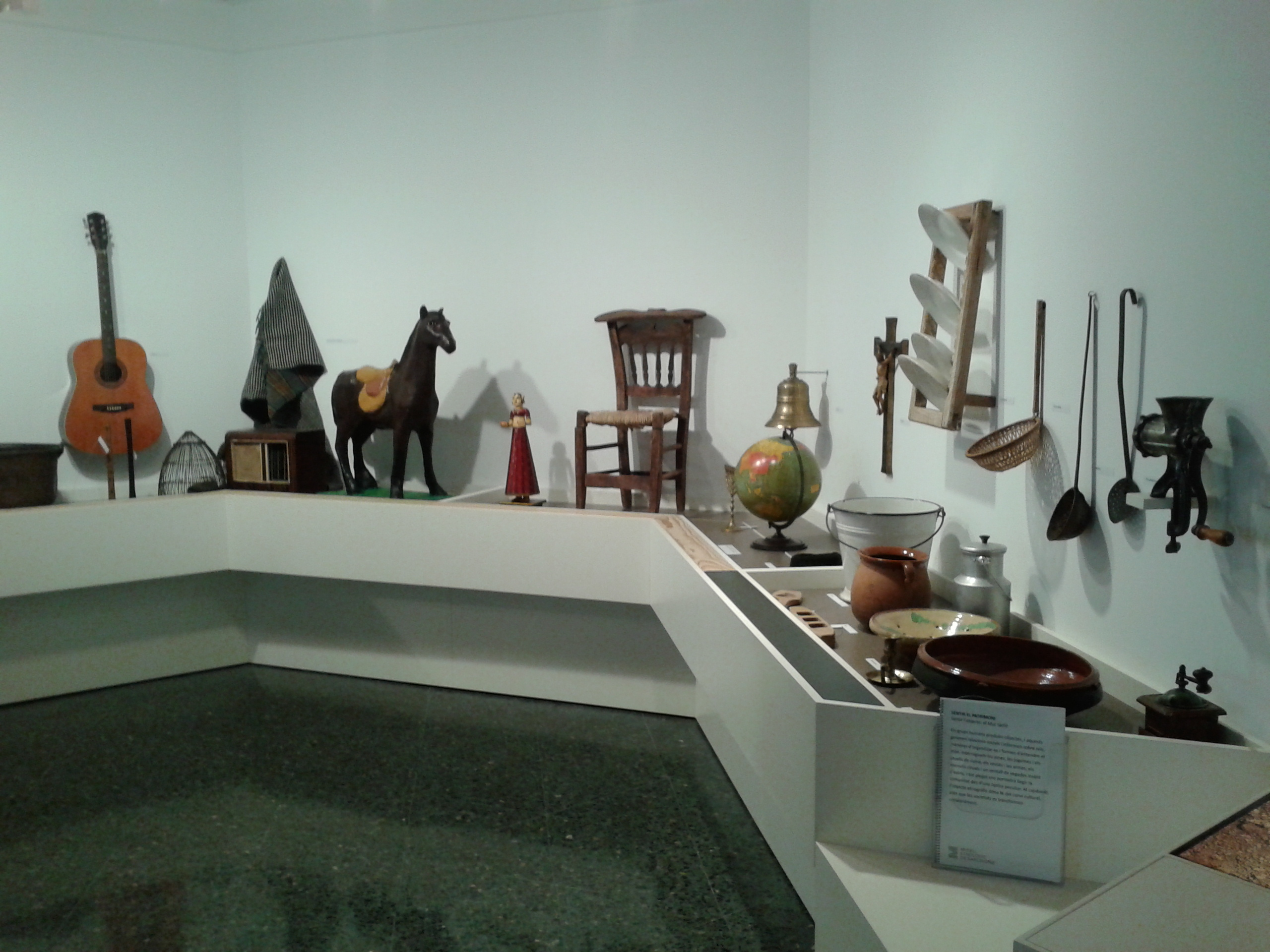
Sala del Museu Etnològic de Barcelona després de la seva reforma l'any 2015.

## Col·leccions
El museu té la major col·lecció etnològica de Catalunya amb més de 70.000 objectes. Les col·leccions del museu són fruit d'una intensa activitat en missions de treball de camp etnogràfic a Catalunya, a la Península Ibèrica i arreu del món realitzades entre els anys 1940 i 1970. La creació de les col·leccions va ser propiciada per diversos antropòlegs i col·laboradors com Ramon Violant, Joan Amades i Gelats, August Panyella, Claudi Gómez Grau, Ramona Violant, Zeferina Amil, Albert Folch i Rusiñol o Eudald Serra

### Catalunya rural i elPallars

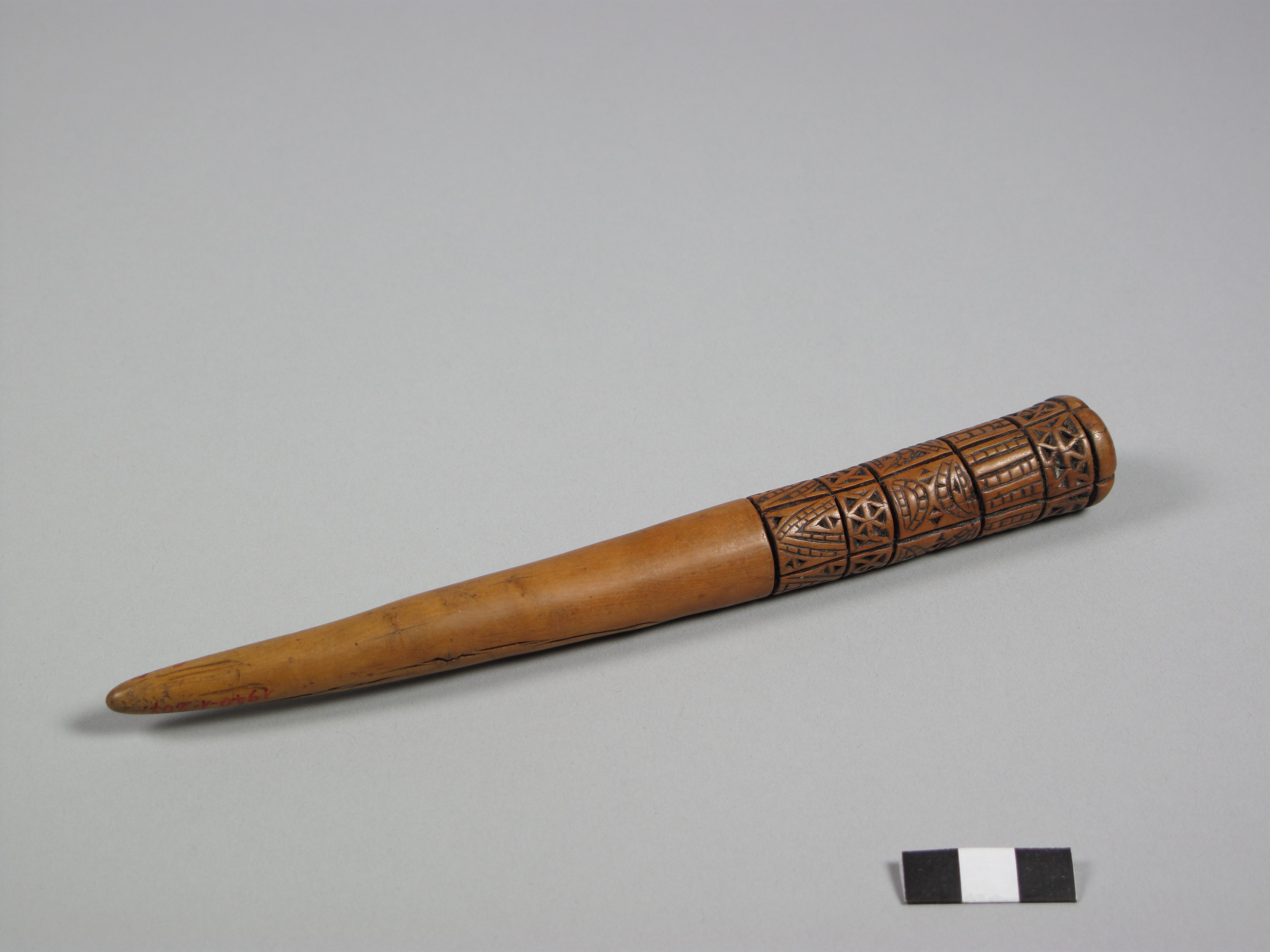
Garrot de lligar garbes. Museu Etnològic

Fruit de les campanyes realitzades per Ramon Violant i Simorra que, com a conservador del museu, emprengué una gran tasca de recollida i descripció de materials etnogràfics de Catalunya. El seu treball s'articula a partir del nucli familiar i la importància de la casa pallaresa. Hi trobem objectes relatius a molts diversos aspectes quotidians:
- Indumentària tradicional pròpia de la vida als Pirineus a començaments del segle XX
- Objectes rituals i religiosos, que impregnaven la vida quotidiana de les gents del Pallars, del naixement fins a la mort.
- La Festa, com a moment important en la vida social a muntanya.
- Alimentació, provinent fonamentalment de les seves collites.
- Oficis tradicionals. Eines i estris específics propis d'oficis tradicionals.
- Pasturatge i transhumància.

#### Espanya
Després de les primeres campanyes centrades en la regió pirinenca, l'àmbit geogràfic d'acció es va ampliar a altres regions espanyoles com La Rioja, Salamanca, Lleó, Almeria i Terol. Aquesta col·lecció hispànica es compon de més 40.000 objectes, i ha generat exposicions temàtiques com la de Salamanca i el món charro.

#### Àsia

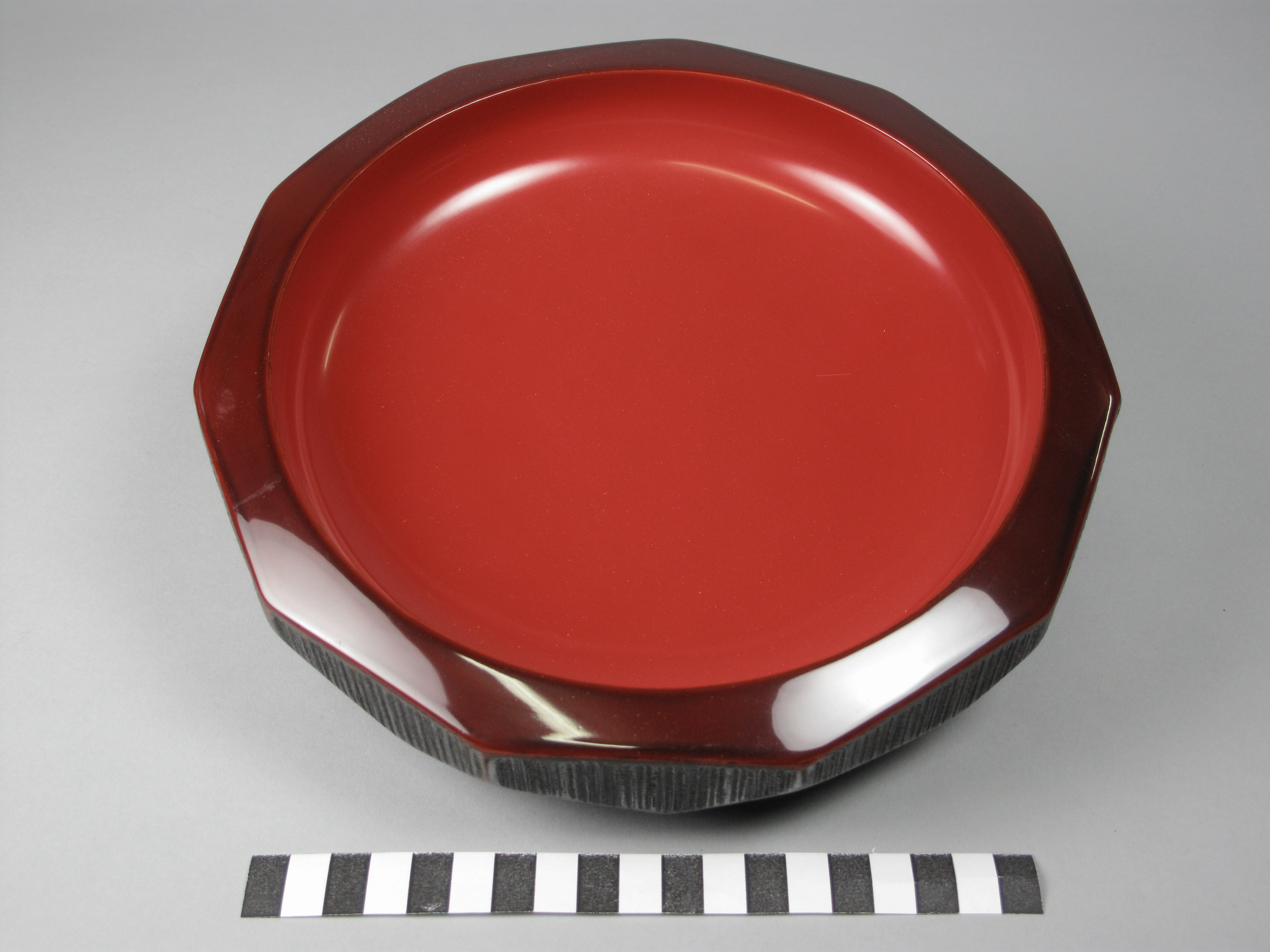
Bol de fusta lacada. Museu Etnològic

Les col·leccions asiàtiques del Museu contenen fons de molt diverses regions i orígens. Durant la seva creació, incorporà la col·lecció filipina de l'antiga Junta de Museus, que havia figurat a l'Exposició Universal del 1888.

A final dels anys 60 i inicis dels 70, Panyella i Serra, realitzaren viatges de recopilació i estudi a Nepal, Índia i Afganistan, on adquiriren importants col·leccions.

##### Japó
Sens dubte, un dels fons asiàtics més importants, és el del Japó. Gràcies a l'estreta col·laboració amb l'escultor català Eudald Serra, qui va residir al Japó durant tretze anys, el Museu es va nodrir d'un gran nombre d'objectes i peces de gran valor etnològic i artístic. Eudald Serra va realitzar dos viatges al Japó (1957 i 1961), dels que va aportar un veritable mostrari dels més variats aspectes del Japó: eines agrícoles, cistelleria, ceràmica, quimonos, joguines, màscares, artesania, etc.

#### Àfrica

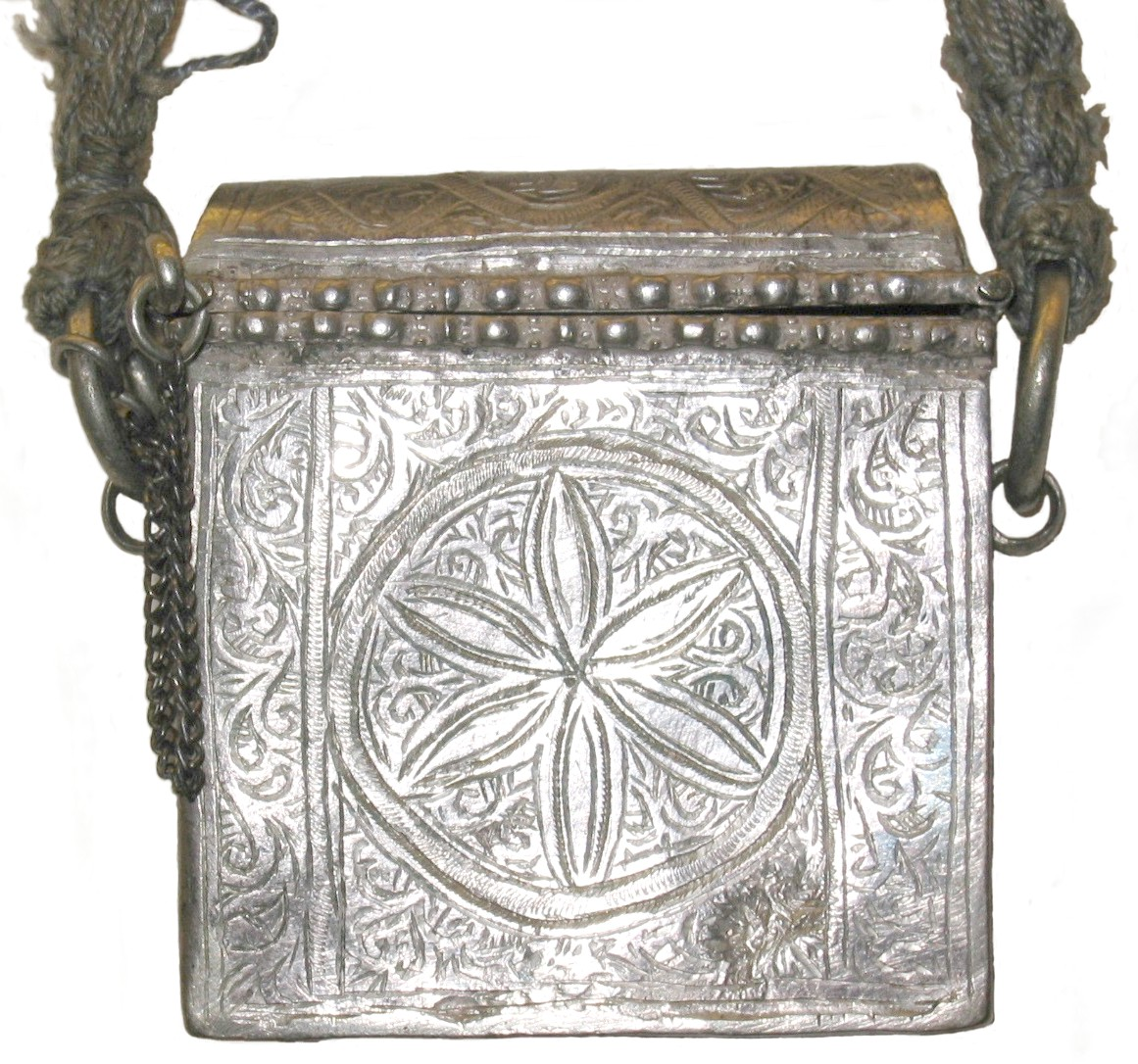
Estoig de plata amb amulets (Marroc). Museu Etnològic

La col·lecció de peces africana és formada per objectes de diversos països del continent africà, provinents de donatius, dipòsits i expedicions pròpies. La col·lecció conté una interessant col·lecció de peces de la província de Guinea Espanyola adquirides pel Dr. Bosch i Gimpera per al Museu Arqueològic.
Posteriorment, es realitzaren expedicions al Marroc, quan encara era protectorat espanyol.
A la Guinea Espanyola, es van realitzar diverses i profitoses campanyes, gràcies a l'ajuda de Jordi Sabater i Pi, resident al territori i bon coneixedor d'aquest. Les peces adquirides foren de gran interès i reflecteixen molt bé la cultura del fang i l'art del fang.
A Etiòpia es va realitzar una de les darreres campanyes de recopilació (1974), en què es va prioritzar la recollida de rotlles de pergamins i manuscrits il·luminats.

#### Amèrica
El fons d'Amèrica partia d'una important col·lecció de peces d'arqueologia i d'etnologia de l'Equador i el Perú adquirides per Tomàs Carreras. A aquesta col·lecció inicial seguiren d'altres proporcionades per col·leccionistes, viatgers i diverses expedicions. 

L'ajuda d'Albert Folch i Rusiñol permeté les campanyes al Perú, Bolívia, Guatemala, Hondures, Panamà, Nicaragua i Costa Rica.
En aquestes campanyes es recolliren nombroses peces etnogràfiques sobre variats aspectes de la cultura de la població indígena i mestissa.

En total el museu disposa de 9.000 objectes procedents d'Amèrica. Aquest fons està distribuït en 2 conjunts: la col·lecció precolombina, composta per 4.500 peces; i 4.500 peces més de materials etnogràfics de població indígena i conjunts d'arts populars i artesania.
Molts d'aquests objectes, catalogats com arqueològics o etnogràfics, tenen un valor afegit com és la bellesa i plasticitat que tota expressió humana manifesta.

#### Oceania

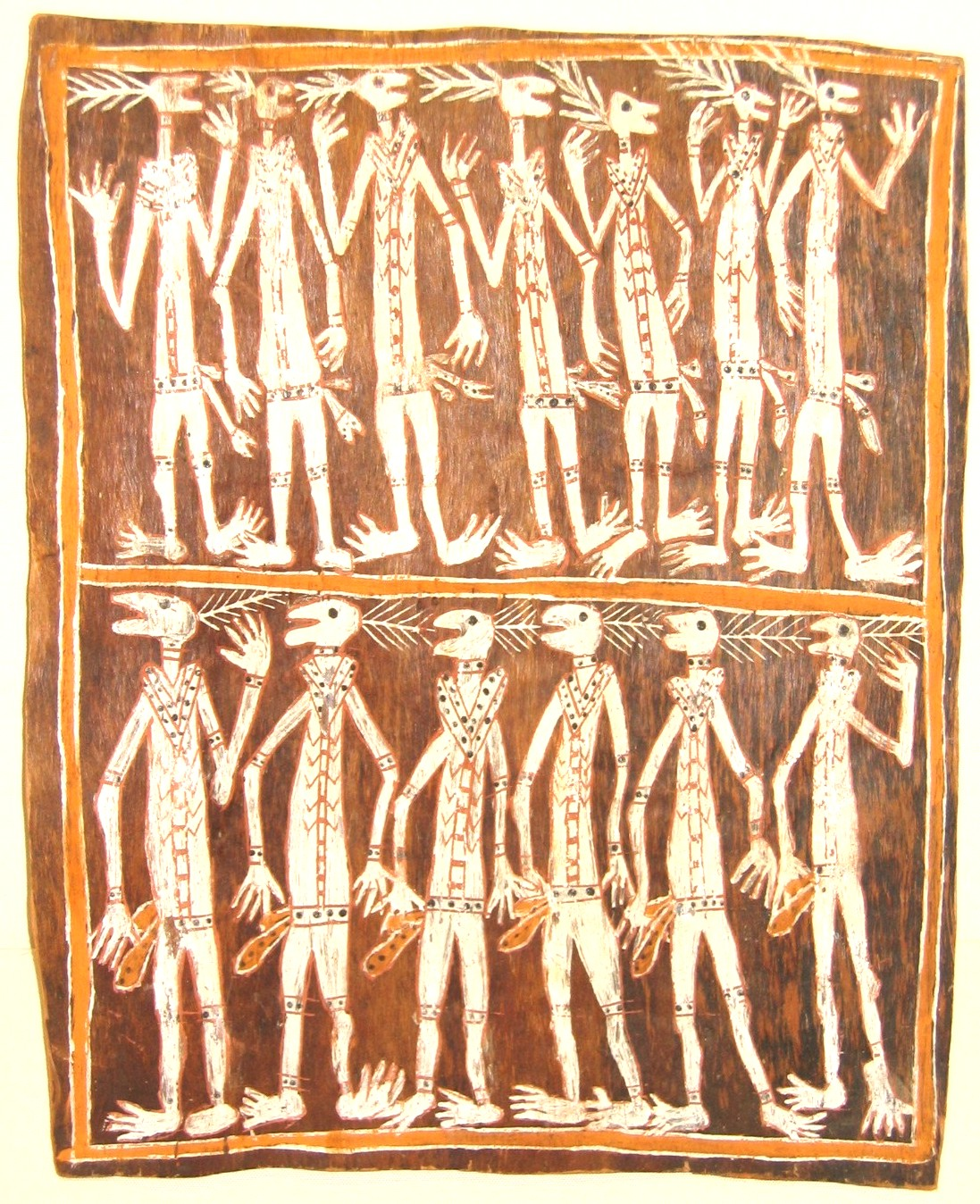
Escorça pintada. Museu Etnològic

Entre el 1966 i 1970 s'organitzaren diverses campanyes a Nova Guinea i Austràlia, amb la col·laboració d'Albert Folch, de les que el Museu n'obtingué una excel·lent col·lecció. Gràcies a la mediació d'Albert Folch i Eudald Serra, es va adquirir la col·lecció d'un col·leccionista català resident al país. La col·lecció està composta per més de 200 objectes, incloent-hi una sèrie de pintures sobre escorça que reflecteixen aspectes variats de la cultura aborigen.

Com a resultat d'aquestes expedicions, i d'algunes donacions d'Albert Folch, el Museu disposa d'una important col·lecció sobre cultura aborigen, d'una gran complexitat pel que fa a creences i representacions plàstiques.
Les 50.000 imatges, les filmacions i els registres d'àudio del treball de camp conformen l'important fons audiovisual. Els objectes recol·lectats en el seu moment, en els cinc continents, compten amb l'actualització i la contextualització del patrimoni immaterial.

## Exposicions estables i activitats actuals

### Seu de Montjuïc[23]
- «Sentir el patrimoni». És un espai diàfan pensat per permetre diverses lectures i interpretacions, i que en cada visita o activitat pot donar lloc a reflexions noves a partir dels materials exposats. El mur és un fris de 20 metres on es pot contemplar un collage de peces que traslladen al visitant la riquesa i la pluralitat de la nostra societat. A l'espai central es poden trobar sis grans objectes que donen nom a diferents àmbits temàtics que formen part de totes les cultures i que permeten pensar com hem canviat al llarg dels anys. La relació entre el públic i el patrimoni no es limita a la contemplació, sinó que s'ha potenciat la dimensió tàctil, que permet que el visitant manipuli alguns objectes per aprofundir en el coneixement que se'n pot extreure.
- Els patis interiors Els dos patis interiors del museu comuniquen la primera i la segona planta. Aquests espais allotgen peces úniques de grans dimensions que sincretitzen tres elements clau en la concepció del nou museu. D'una banda, està present la cultura popular i tradicional dels territoris d'àmbit català, incloent-hi també el seu vessant contemporani i artístic. Finalment s'hi vol reflectir el paper dels pioners de l'etnografia i la seva aportació al Museu. El primer pati està dedicat a una síntesi de les cultures tradicionals: tres falles, obra original del taller valencià Latorre Sanz, que representen els folkloristes Joan Amades i Ramón Violant, contribuïdors fonamentals a l'etnografia catalana, i una tercera que reprodueix un siurell, peça representativa de la ceràmica mallorquina. D'aquesta manera es representen els tres territoris catalans a través de tres elements diferents: el patrimoni material, les tècniques i els oficis relacionats amb la festa i les persones que van iniciar la conservació i documentació d'aquestes tradicions. A l'altre pati hi són presents els dos gegants de la ciutat de Barcelona, la reina Violant i el rei Jaume I, realitzats per Domènech Umbert l'any 1984 i restaurats per a l'ocasió. La seva gran alçada permetrà que es pugui contemplar des dels dos pisos, i l'aproximació des de la planta elevada permetrà una perspectiva inèdita, cara a cara amb les dues figures.[23]
- Reserva visitable. La reserva visitable està disposada en una àrea perimetral, envoltant els espais dedicats a la reserva interna, a la biblioteca i al centre de documentació. Es tracta d'un total de 46 vitrines de 3,60 metres d'alçada que allotgen materials procedents dels cinc continents i que il·lustren la diversitat de peces de l'àmbit català i d'altres cultures que formen part del patrimoni custodiat pel Museu.
- El Museu Nòmada. Es tracta d'un catàleg d'exposicions temàtiques itinerants disponibles per ser cedides en préstec a aquells organitzadors que les vulguin exhibir als seus espais al voltant d'alguna activitat o celebració en la qual encaixi per a aprofundir en el seu coneixement i la seva millor difusió.Seu de Montjuïc. Sales de reserva obertes al públic

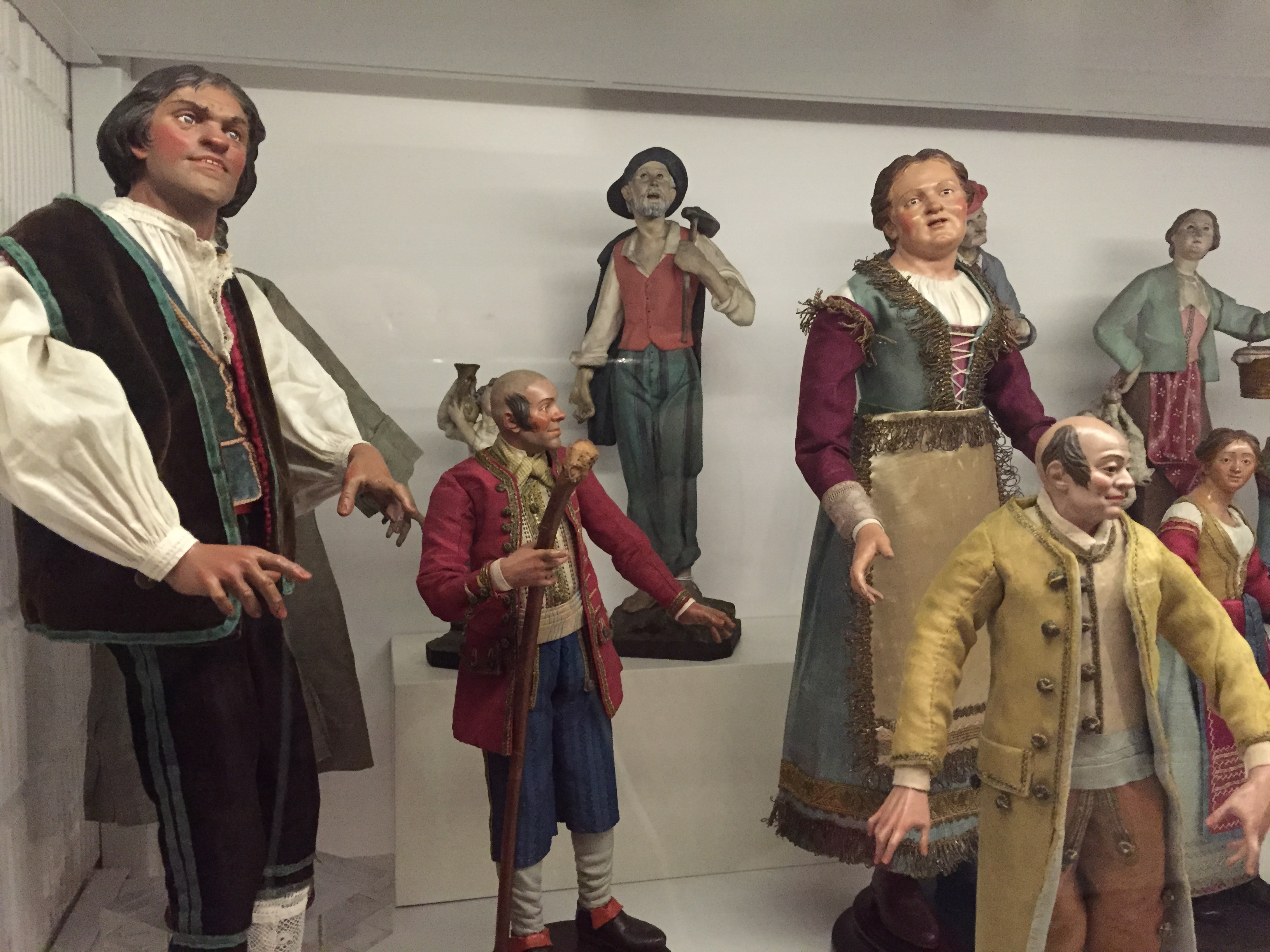
Seu de Montjuïc. Sales de reserva obertes al públic

### Seu de Montcada
- Exposició estable. Es concep com l'aparador de les seves col·leccions, un llegat patrimonial de més de 70.000 objectes. Aquí trobarem l'exhibició d'objectes etnogràfics de cultures “exòtiques”, vestigis de societats “primitives”, apreciats pel seu valor estètic i contextualitzats en un sentit etnològic.